# Distretto di Sant Ravidas Nagar
Il distretto di Sant Ravidas Nagar è un distretto dell'Uttar Pradesh, in India, di 1 352 056 abitanti. È situato nella divisione di Mirzapur e il suo capoluogo è Gyanpur.
Nel 2014 ha modificato il proprio nome in quello di Bhadohi.